# ファビオ・ドゥアルテ
ファビオ・アンドレス・ドゥアルテ・アレバロ（Fabio Andrés Duarte Arevalo、1986年6月11日 - ）は、コロンビア、ファカタティバ出身の自転車競技（ロードレース）選手。

## 来歴
2003年
- コロンビア選手権・ジュニア部門
  - 個人追抜 優勝

2005年
- ブエルタ・ア・コロンビア U23部門総合優勝

2006年
- クラシカ・ナシオナル・シウダ・デ・アナポイマ 総合優勝
- コロンビア選手権・U23部門
  - 個人タイムトライアル(ITT) 優勝
- クラシカ・インテルナシオナル・デ・トゥルカン 総合優勝
- ブエルタ・ア・コロンビア U23部門総合優勝

2007年、セッラメンティ・PVC・ディキジョヴァンニ - セッレ・イターリア（後のアンドローニ・ジョカットーリ）と契約。
2008年、コロンビア・エス・パシオーン - コルデポルテス（後のコロンビア・エス・パシオーン - カフェー・デ・コロンビア）に移籍。
- ロードレース世界選手権・U23部門個人ロードレース 優勝

2009年
- クラシカ・インテルナシオナル・デ・トゥルカン 総合優勝
- ツール・デ・ピレネー 総合優勝

2010年
- シルクイト・モンタニェス 総合優勝
- 南アメリカ競技大会・ITT 3位

2011年、ジェオックス・TMCに移籍。
- ジロ・デル・トレンティーノ 区間1勝
- ブエルタ・ア・エスパーニャ 総合39位

2012年、コロンビア・コルデポルテスに移籍。
- コッパ・サバティーニ 優勝